# Schi acrobatic la Jocurile Olimpice de iarnă din 2022 - movile (feminin)
Proba de schi acrobatic, movile feminin de la Jocurile Olimpice de iarnă din 2022 de la Beijing, China a avut loc pe 3 și 6 februarie 2022 la Genting Snow Park.

## Program
Orele sunt orele Chinei (ora României + 6 ore).
| Dată        | Ora                                             | Rundă                                                           |
| ----------- | ----------------------------------------------- | --------------------------------------------------------------- |
| 3 februarie | 18:00–18:45                                     | Calificări cursa 1                                              |
| 6 februarie | 18:00–18:30 19:30–20:00 20:05–20:30 20:40–20:55 | Calificări cursa 2 Finala cursa 1 Finala cursa 2 Finala cursa 3 |

## Calificări

### Cursa 1
În primul tur de calificare, cele mai bune zece sportive s-au calificat direct în finală. Celelalte douăzeci de sportive au concurat în a doua rundă de calificare.
| Loc | Nr. concurs | Ordine | Nume                     | Țară                       | Timp              | Scor              | Scor              | Scor              | Total             | Note |
| Loc | Nr. concurs | Ordine | Nume                     | Țară                       | Timp              | Cotituri          | Sărituri          | Timp              | Total             | Note |
| --- | ----------- | ------ | ------------------------ | -------------------------- | ----------------- | ----------------- | ----------------- | ----------------- | ----------------- | ---- |
| 1   | 3           | 22     | Jakara Anthony           | Australia                  | 27,96             | 50,0              | 17,26             | 16,49             | 83,75             | CF   |
| 2   | 2           | 29     | Perrine Laffont          | Franța                     | 27,81             | 48,4              | 16,05             | 16,66             | 81,11             | CF   |
| 3   | 14          | 18     | Jaelin Kauf              | Statele Unite ale Americii | 26,97             | 47,9              | 13,64             | 17,61             | 79,15             | CF   |
| 4   | 4           | 8      | Olivia Giaccio           | Statele Unite ale Americii | 29,56             | 48,0              | 15,42             | 14,69             | 78,11             | CF   |
| 5   | 1           | 10     | Anri Kawamura            | Japonia                    | 28,33             | 49,8              | 10,49             | 16,07             | 76,36             | CF   |
| 6   | 8           | 5      | Junko Hoshino            | Japonia                    | 28,53             | 46,9              | 12,63             | 15,85             | 75,38             | CF   |
| 7   | 9           | 12     | Hannah Soar              | Statele Unite ale Americii | 29,25             | 45,0              | 14,49             | 15,04             | 74,53             | CF   |
| 8   | 17          | 1      | Anastasia Smirnova       | COR                        | 28,84             | 45,7              | 11,81             | 15,50             | 73,01             | CF   |
| 9   | 10          | 7      | Britteny Cox             | Australia                  | 29,86             | 44,4              | 13,51             | 14,35             | 72,26             | CF   |
| 10  | 13          | 17     | Justine Dufour-Lapointe  | Canada                     | 29,29             | 45,8              | 10,66             | 14,99             | 71,45             | CF   |
| 11  | 12          | 11     | Chloé Dufour-Lapointe    | Canada                     | 28,85             | 43,5              | 11,32             | 15,49             | 70,31             |      |
| 12  | 19          | 14     | Makayla Gerken Schofield | Marea Britanie             | 29,13             | 42,9              | 12,11             | 15,17             | 70,18             |      |
| 13  | 18          | 20     | Sophie Ash               | Australia                  | 30,39             | 45,0              | 10,61             | 13,75             | 69,36             |      |
| 14  | 16          | 13     | Sofiane Gagnon           | Canada                     | 28,61             | 40,8              | 11,91             | 15,76             | 68,47             |      |
| 15  | 5           | 3      | Kisara Sumiyoshi         | Japonia                    | 30,25             | 44,6              | 9,63              | 13,91             | 68,14             |      |
| 16  | 20          | 24     | Ayaulym Amrenova         | Kazahstan                  | 29,97             | 42,3              | 10,29             | 14,23             | 66,82             |      |
| 17  | 27          | 15     | Polina Ciudinova         | COR                        | 29,94             | 40,7              | 11,81             | 14,26             | 66,77             |      |
| 18  | 6           | 26     | Hinako Tomitaka          | Japonia                    | 30,01             | 41,5              | 9,40              | 14,18             | 65,08             |      |
| 19  | 24          | 21     | Li Nan                   | China                      | 31,76             | 40,2              | 10,91             | 12,21             | 63,32             |      |
| 20  | 21          | 2      | Camille Cabrol           | Franța                     | 30,61             | 40,2              | 9,27              | 13,50             | 62,97             |      |
| 21  | 25          | 28     | Sabrina Cass             | Brazilia                   | 32.13             | 40,7              | 9,71              | 11,79             | 62,20             |      |
| 22  | 29          | 23     | Anastasia Pervușina      | COR                        | 32,57             | 39,7              | 8,97              | 11,30             | 59,97             |      |
| 23  | 28          | 16     | Olessya Graur            | Kazahstan                  | 33,29             | 33,6              | 13,09             | 10,49             | 57,18             |      |
| 24  | 26          | 19     | Katharina Ramsauer       | Austria                    | 31,94             | 35,4              | 8,77              | 12,01             | 56,18             |      |
| 25  | 30          | 6      | Viktoria Lazarenko       | COR                        | 32,57             | 8,0               | 10,35             | 11,30             | 29,65             |      |
| 26  | 15          | 30     | Anastassiya Gorodko      | Kazahstan                  | Nu a terminat     | Nu a terminat     | Nu a terminat     | Nu a terminat     | Nu a terminat     |      |
| 26  | 22          | 9      | Taylah O'Neill           | Australia                  | Nu a terminat     | Nu a terminat     | Nu a terminat     | Nu a terminat     | Nu a terminat     |      |
| 26  | 23          | 27     | Leonie Gerken Schofield  | Marea Britanie             | Nu a terminat     | Nu a terminat     | Nu a terminat     | Nu a terminat     | Nu a terminat     |      |
| 26  | 7           | 4      | Kai Owens                | Statele Unite ale Americii | Nu a luat startul | Nu a luat startul | Nu a luat startul | Nu a luat startul | Nu a luat startul |      |
| 26  | 11          | 25     | Yuliya Galysheva         | Kazahstan                  | Nu a luat startul | Nu a luat startul | Nu a luat startul | Nu a luat startul | Nu a luat startul |      |

### Cursa 2
În a doua rundă de calificare, cele mai bune zece sportive se califică în finală pe baza celui mai bun punctaj din prima sau a doua rundă de calificare. Ultimele zece sportive sunt eliminate.
| Loc | Nr. concurs | Ordine | Nume                     | Țară                       | Cursa 1 | Timp   | Scor     | Scor     | Scor  | Total | Cel mai bun rezultat | Note |
| Loc | Nr. concurs | Ordine | Nume                     | Țară                       | Cursa 1 | Timp   | Cotituri | Sărituri | Timp  | Total | Cel mai bun rezultat | Note |
| --- | ----------- | ------ | ------------------------ | -------------------------- | ------- | ------ | -------- | -------- | ----- | ----- | -------------------- | ---- |
| 1   | 16          | 7      | Sofiane Gagnon           | Canada                     | 68,47   | 28,39  | 46,0     | 13,62    | 16,01 | 75,63 | 75,63                | CF   |
| 2   | 5           | 2      | Kisara Sumiyoshi         | Japonia                    | 68,14   | 28,50  | 44,8     | 11,90    | 15,88 | 72,58 | 72,58                | CF   |
| 3   | 18          | 12     | Sophie Ash               | Australia                  | 69,36   | 30,12  | 45,3     | 12,84    | 14,06 | 72,20 | 72,20                | CF   |
| 4   | 6           | 17     | Hinako Tomitaka          | Japonia                    | 65,08   | 29,57  | 45,2     | 12,05    | 14,68 | 71,93 | 71,93                | CF   |
| 5   | 27          | 9      | Polina Chudinova         | COR                        | 66,77   | 29,10  | 43,1     | 12,62    | 15,21 | 70,93 | 70,93                | CF   |
| 6   | 12          | 6      | Chloé Dufour-Lapointe    | Canada                     | 70,31   | 28,77  | 44,8     | 10,07    | 15,58 | 70,45 | 70,45                | CF   |
| 7   | 19          | 8      | Makayla Gerken Schofield | Marea Britanie             | 70,18   | 29,31  | 43,4     | 9,59     | 14,97 | 67,96 | 70,18                | CF   |
| 8   | 7           | 3      | Kai Owens                | Statele Unite ale Americii | NS      | 29,67  | 41,0     | 14,36    | 14,56 | 69,92 | 69,92                | CF   |
| 9   | 11          | 16     | Iulia Galîșeva           | Kazahstan                  | NS      | 30,47  | 42,4     | 13,15    | 13,66 | 69,21 | 69,21                | CF   |
| 10  | 21          | 1      | Camille Cabrol           | Franța                     | 62,97   | 30,75  | 42,1     | 12,31    | 13,35 | 67,76 | 67,76                | CF   |
| 11  | 15          | 20     | Anastasia Gorodko        | Kazahstan                  | NT      | 28,97  | 43,1     | 9,02     | 15,35 | 67,47 | 67,47                |      |
| 12  | 20          | 15     | Ayaulym Amrenova         | Kazahstan                  | 66,82   | 30,45  | 40,3     | 11,79    | 13,69 | 65,78 | 66,82                |      |
| 13  | 30          | 4      | Viktoria Lazarenko       | COR                        | 29,65   | 31,71  | 39,4     | 14,10    | 12,27 | 65,77 | 65,77                |      |
| 14  | 29          | 14     | Anastasia Pervushina     | COR                        | 59,97   | 32,03  | 39,8     | 12,27    | 11,90 | 63,97 | 63,97                |      |
| 15  | 24          | 13     | Li Nan                   | China                      | 63,32   | 46,17  | 0,3      | 10,37    | 0,00  | 10,67 | 63,32                |      |
| 16  | 25          | 19     | Sabrina Cass             | Brazilia                   | 62,20   | 31,25  | 40,0     | 9,34     | 12,78 | 62,12 | 62,20                |      |
| 17  | 23          | 18     | Leonie Gerken Schofield  | Marea Britanie             | NT      | 31,.50 | 40,2     | 9,36     | 12,50 | 62,06 | 62,06                |      |
| 18  | 28          | 10     | Olessya Graur            | Kazahstan                  | 57,18   | 32,05  | 22,0     | 4,60     | 11,88 | 38,48 | 57,18                |      |
| 19  | 26          | 11     | Katharina Ramsauer       | Austria                    | 56,18   | 31,04  | 34,3     | 8,44     | 13,02 | 55,76 | 56,18                |      |
| 20  | 22          | 5      | Taylah O'Neill           | Australia                  | NT      | NS     | NS       | NS       | NS    | NS    | NT                   |      |

## Finala

### Finala cursa 1
Din prima cursă a finalei s-au calificat în cea de a doua cursă primele 12 sportive.
| Loc | Nr. concurs | Ordine | Nume                     | Țară                       | Timp  | Scor     | Scor     | Scor  | Total | Note |
| Loc | Nr. concurs | Ordine | Nume                     | Țară                       | Timp  | Cotituri | Sărituri | Timp  | Total | Note |
| --- | ----------- | ------ | ------------------------ | -------------------------- | ----- | -------- | -------- | ----- | ----- | ---- |
| 1   | 3           | 20     | Jakara Anthony           | Australia                  | 27,70 | 47,6     | 17,53    | 16,78 | 81,91 | C    |
| 2   | 1           | 16     | Anri Kawamura            | Japonia                    | 27,90 | 48,3     | 15,86    | 16,56 | 80,72 | C    |
| 3   | 2           | 19     | Perrine Laffont          | Franța                     | 27,73 | 46,7     | 16,41    | 16,75 | 79,86 | C    |
| 4   | 14          | 18     | Jaelin Kauf              | Statele Unite ale Americii | 27,00 | 47,1     | 14,65    | 17,57 | 79,32 | C    |
| 5   | 4           | 17     | Olivia Giaccio           | Statele Unite ale Americii | 29,73 | 47,3     | 16,57    | 14,50 | 78,37 | C    |
| 6   | 7           | 3      | Kai Owens                | Statele Unite ale Americii | 28,34 | 44,9     | 14,30    | 16,06 | 75,26 | C    |
| 7   | 11          | 2      | Yuliya Galysheva         | Kazahstan                  | 29,61 | 45,1     | 15,24    | 14,63 | 74,97 | C    |
| 8   | 16          | 10     | Sofiane Gagnon           | Canada                     | 28,36 | 45,3     | 13,10    | 16,04 | 74,44 | C    |
| 9   | 19          | 4      | Makayla Gerken Schofield | Marea Britanie             | 28,76 | 44,9     | 13,50    | 15,59 | 73,99 | C    |
| 10  | 17          | 13     | Anastasia Smirnova       | COR                        | 28,10 | 46,4     | 11,03    | 16,33 | 73,76 | C    |
| 11  | 9           | 14     | Hannah Soar              | Statele Unite ale Americii | 29,70 | 44,8     | 14,37    | 14,53 | 73,70 | C    |
| 12  | 12          | 5      | Chloé Dufour-Lapointe    | Canada                     | 28,93 | 45,1     | 13,10    | 15,40 | 73,60 | C    |
| 13  | 8           | 15     | Junko Hoshino            | Japonia                    | 28,73 | 44,4     | 13,17    | 15,62 | 73,19 |      |
| 14  | 10          | 12     | Britteny Cox             | Australia                  | 30,04 | 46,0     | 12,89    | 14,15 | 73,04 |      |
| 15  | 5           | 9      | Kisara Sumiyoshi         | Japonia                    | 28,71 | 44,2     | 11,67    | 15,65 | 71,52 |      |
| 16  | 18          | 8      | Sophie Ash               | Australia                  | 30,57 | 44,0     | 12,92    | 13,55 | 70,47 |      |
| 17  | 27          | 6      | Polina Chudinova         | COR                        | 29,03 | 42,7     | 12,37    | 15,29 | 70,36 |      |
| 18  | 21          | 1      | Camille Cabrol           | Franța                     | 30,03 | 43,9     | 12,25    | 14,16 | 70,31 |      |
| 19  | 6           | 7      | Hinako Tomitaka          | Japonia                    | 29,87 | 44,8     | 10,85    | 14,34 | 69,99 |      |
| 20  | 13          | 11     | Justine Dufour-Lapointe  | Canada                     | NT    | NT       | NT       | NT    | NT    | NT   |

### Finala cursa 2
Din cea de a doua cursă a finalei s-au calificat în cea de a treia cursă primele 6 sportive.
| Loc | Nr. concurs | Ordine | Nume                     | Țară                       | Timp                | Scor                | Scor                | Scor                | Total               | Note |
| Loc | Nr. concurs | Ordine | Nume                     | Țară                       | Timp                | Cotituri            | Sărituri            | Timp                | Total               | Note |
| --- | ----------- | ------ | ------------------------ | -------------------------- | ------------------- | ------------------- | ------------------- | ------------------- | ------------------- | ---- |
| 1   | 3           | 12     | Jakara Anthony           | Australia                  | 27,82               | 46,9                | 17,74               | 16,65               | 81,29               | C    |
| 2   | 14          | 9      | Jaelin Kauf              | Statele Unite ale Americii | 26,49               | 46,6                | 15,37               | 18,15               | 80,12               | C    |
| 3   | 1           | 11     | Anri Kawamura            | Japonia                    | 28,37               | 47,7                | 15,11               | 16,03               | 78,84               | C    |
| 4   | 17          | 3      | Anastasia Smirnova       | COR                        | 27,95               | 46,9                | 15,24               | 16,50               | 78,64               | C    |
| 5   | 2           | 10     | Perrine Laffont          | Franța                     | 27,93               | 45,7                | 15,40               | 16,52               | 77,62               | C    |
| 6   | 4           | 8      | Olivia Giaccio           | Statele Unite ale Americii | 29,50               | 46,5                | 16,31               | 14,76               | 77,57               | C    |
| 7   | 9           | 2      | Hannah Soar              | Statele Unite ale Americii | 28,95               | 45,1                | 14,68               | 15,38               | 75,16               |      |
| 8   | 19          | 4      | Makayla Gerken Schofield | Marea Britanie             | 28,59               | 44,8                | 12,46               | 15,78               | 73,04               |      |
| 9   | 12          | 1      | Chloé Dufour-Lapointe    | Canada                     | 28,65               | 44,8                | 12,45               | 15,71               | 72,96               |      |
| 10  | 7           | 7      | Kai Owens                | Statele Unite ale Americii | 28,54               | 36,4                | 13,25               | 15,84               | 65,49               |      |
| 11  | 11          | 6      | Yuliya Galysheva         | Kazahstan                  | 29,83               | 32,3                | 3,06                | 14,38               | 49,74               |      |
| 12  | 16          | 5      | Sofiane Gagnon           | Canada                     | Nu a terminat cursa | Nu a terminat cursa | Nu a terminat cursa | Nu a terminat cursa | Nu a terminat cursa |      |

### Finala cursa 3
În cea de a treia cursă a finalei s-au stabilit câștigătoarele de medalii.
| Loc | Nr. concurs | Ordine | Nume               | Țară                       | Timp  | Scor     | Scor     | Scor  | Total | Note |
| Loc | Nr. concurs | Ordine | Nume               | Țară                       | Timp  | Cotituri | Sărituri | Timp  | Total | Note |
| --- | ----------- | ------ | ------------------ | -------------------------- | ----- | -------- | -------- | ----- | ----- | ---- |
| 1   | 3           | 6      | Jakara Anthony     | Australia                  | 27,63 | 48,1     | 18,13    | 16,86 | 83,09 |      |
| 2   | 14          | 5      | Jaelin Kauf        | Statele Unite ale Americii | 26,37 | 46,9     | 15,10    | 18,28 | 80,28 |      |
| 3   | 17          | 3      | Anastasia Smirnova | COR                        | 27,59 | 45,9     | 14,91    | 16,91 | 77,72 |      |
| 4   | 2           | 2      | Perrine Laffont    | Franța                     | 28,04 | 45,6     | 15,36    | 16,40 | 77,36 |      |
| 5   | 1           | 4      | Anri Kawamura      | Japonia                    | 28,00 | 46,3     | 14,37    | 16,45 | 77,12 |      |
| 6   | 4           | 1      | Olivia Giaccio     | Statele Unite ale Americii | 29,60 | 45,9     | 15,07    | 14,64 | 75,61 |      |